# Adelin Hartveld
Adelin Hartveld, né le 6 mars 1917 à Anvers, était un jeune avocat bruxellois et un écrivain. Résistant durant la Seconde Guerre mondiale sous le nom de Defacz, il sera exécuté par les Allemands au Tir national, le 21 janvier 1942.

## Éléments biographiques
Adelin Hartveld nait à Anvers en 1917. En 1935, il a 18 ans et connait un premier succès littéraire en publiant Alors seulement. À cette époque, il fréquente le Salon Plisnier, place Morichar à Saint-Gilles. Il entame des études de droit à l'ULB, mais mobilisé, il ne pourra jamais les mener à leur terme. Après la campagne des 18 jours, il s'investit immédiatement dans la résistance. Son réseau était composé d'une douzaine de personnes dont le pseudonyme était un nom de rue, celle où il vivait ou celle où se trouvait le café dans lequel ils avaient l'habitude de se rendre. Le pseudo d'Adelin Hartveld était Defacqz. Adelin Hartveld était particulièrement habile pour entrer en contact avec des patriotes détenus par les Allemands et apprendre ainsi certains de leurs plans. En janvier 1941, tandis qu'il avait décidé de rallier Londres en qualité d'aspirant pilote, il est arrêté, en même temps que 10 autres personnes ayant le même dessein, et transféré à son tour à la prison de Saint-Gilles. Son jugement ne sera rendu que le 15 septembre 1941. Il est condamné à mort. Adelin Hartveld est fusillé, le même jour qu'Abraham Fogelbaum, au Tir national à Schaerbeek, le 21 janvier 1942.

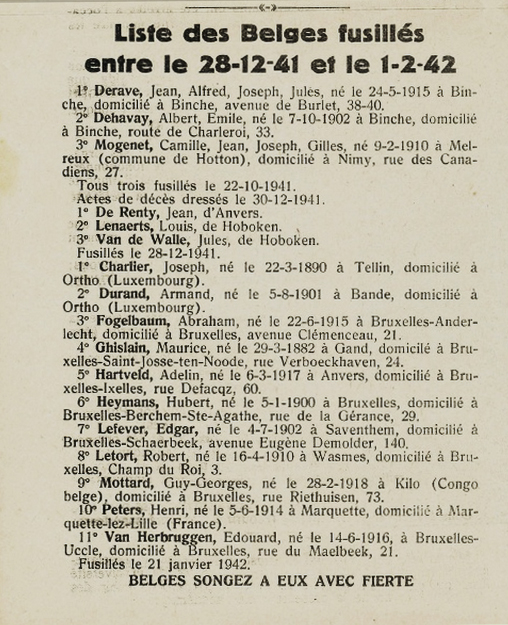
Extrait de la Libre Belgique clandestine (Peter Pan) du 15 février 1942 - Liste de fusillés

Le bâtonnier Braffort, qui ne manque pas de cran, fait savoir qu'il attend toujours le faire-part de décès de ces deux confrères mort au champ d'honneur.

## Publications
- Adelin Hartveld, Alors seulement, éditions Deplace, Koch & C°, Anvers, 1935[5]; éditions R. Debresse, Paris, 1936 in les Cahiers des poètes, 2e série, 6.
- Adelin Hartveld, (nl) Note dans le contexte des droits de visite de grands-parents contre la volonté du père et de la mère, ULB, 1938[6].